# Canton (Connecticut)
Canton – miasto w Stanach Zjednoczonych, w stanie Connecticut, w hrabstwie Hartford.